# نیوکرست ماینینگ
نیوکرست ماینینگ (به انگلیسی: Newcrest Mining) شرکت استخراج معدن استرالیایی است، که تمرکز اصلی آن در زمینه استخراج و فروش طلا، مس و سنگ معدن می‌باشد و بعنوان پنجمین تولیدکننده طلای جهان شناخته می‌شود.
شرکت معدنی نیوکرست در سال ۱۹۸۰ راه‌اندازی شد و تا سال ۲۰۰۹ بیش از ۲٫۸ میلیون اونس طلا تولید نموده بود. این شرکت در حال حاضر به‌عنوان پنجمین تولیدکننده طلای جهان شناخته می‌شود و دارای عملیات در آسیا، اروپا و آمریکا می‌باشد.
دفتر مرکزی این شرکت در شهر ملبورن، استرالیا قرار دارد و بخشی از سهام آن در بازار بورس اوراق بهادار استرالیا معامله می‌شود.